# Giunta Pisano

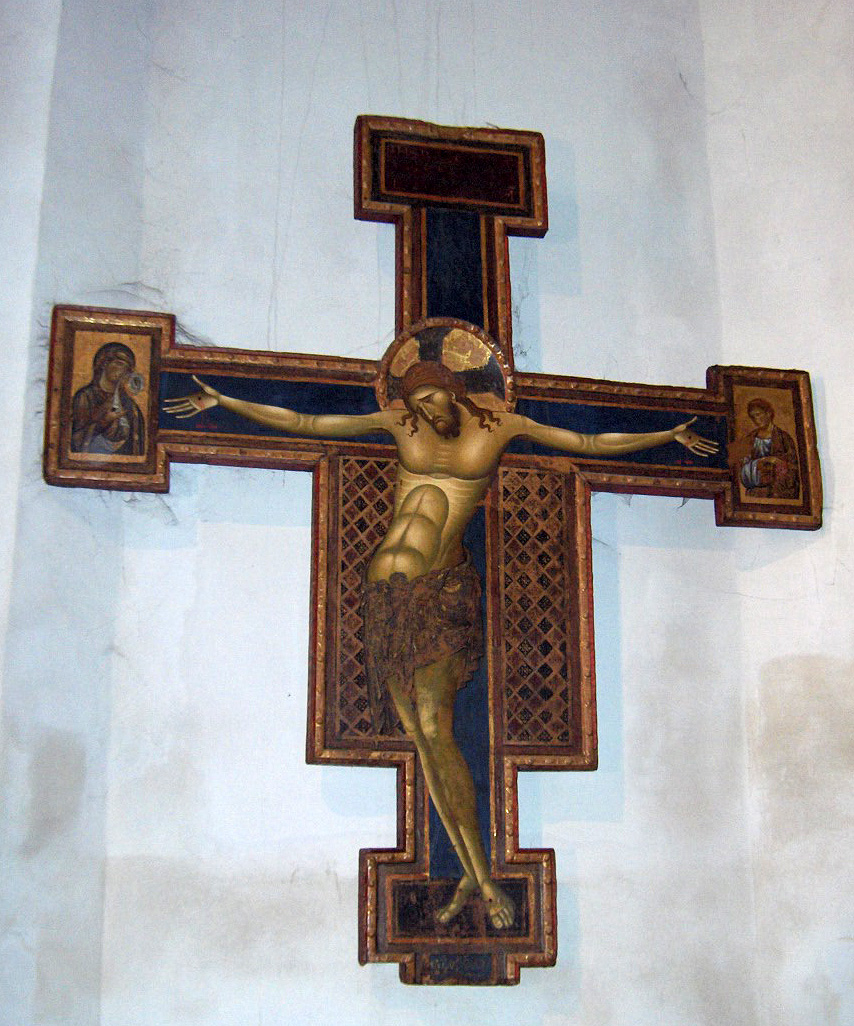
Giunta Pisano, Crucifix in de Basilica di San Dominico, Bologna

Giunta Pisano, ook Giunto Pisano, Giunta da Pisa of Giunta Capitini genoemd, was een Italiaans kunstschilder en maker van crucifixen uit de 13e eeuw. Hij is de oudste Italiaanse kunstenaar wiens naam is aangetroffen op een bestaand kunstwerk. Hij is het meest bekend om zijn crucifixen. De gelatiniseerde vorm van zijn naam luidt: Junta Pisanus.

## Biografische gegevens
Hij zou zijn kunst hebben beoefend tussen 1202 en 1236. Hij zou mogelijk geboren zijn in Pisa omstreeks 1180 en gestorven in of kort na 1250. Andere bronnen geven 1202 als geboortedatum en als meer waarschijnlijke sterfdatum 1258 of daaromtrent. Er zijn aanwijzingen dat zijn achternaam Capiteno of Capitino luidt.

## Werk
Giunta Pisano schilderde gewoonlijk op een op paneel gespannen, voorbewerkt (geplamuurd) doek.
Het hierboven aangeduide werk met naaminscriptie is een van zijn vroegste werken. Het is de Crocefisso di San Raniero, een crucifix dat lange tijd hing in de keuken van het St. Anne-klooster in Pisa. Andere Pisaanse kunstwerken uit dat tijdvak zijn vaak weinig verfijnd en zouden wellicht in sommige gevallen afkomstig kunnen zijn van Giunto Pisano voordat hij een hoge graad van meesterschap had bereikt, zoals bijvoorbeeld Crocefisso di San Benedetto.
Men neemt aan dat hij een crucifix heeft geschilderd voor het hoogaltaar van de Bovenkerk van de Sint-Franciscusbasiliek in Assisi, met een afbeelding van Broeder Elias (broeder Elias Bombarone, de toenmalige minister-generaal van de broederschap der Franciscanen) die de voet van het kruis omhelst. Helaas resteert er alleen een 18e-eeuwse gravure die gebaseerd is op een kopie van dit werk. Dergelijke fresco's werden destijds in een Byzantijnse stijl geschilderd en ze werden waarschijnlijk vervaardigd in samenwerking met Griekse kunstenaars. In de sacristie bevindt zich een portret van Sint Franciscus dat eveneens wordt toegeschreven aan Giunta Pisano. Het is evenwel waarschijnlijker dat dit portret geschilderd is aan het einde van de 13e eeuw.
Zijn belangrijkste werk (zie: afbeelding) is de indrukwekkende crucifix in het linker transept van de Basilica di San Domenico in Bologna. Het draagt tevens de Latijnse tekst: Cuius docta manus me pixit Junta Pisanus (geschilderd door de hand van Giunta Pisano). Het crucifix draagt duidelijk kenmerken van de Byzantijnse stijl en het is een van de beste voortbrengselen van de Italiaanse beeldende kunst uit de 13e eeuw.
De crucifixen laten zien dat hij een nieuwe manier introduceerde om Christus af te beelden, ter vervanging van de gebruikelijke stervende Christus in doodsnood. Deze manier van afbeelden, meest aangetroffen in Oost-Europa (de Slavische delen ervan), zou spoedig worden nagevolgd in Italië. Deze Christus-afbeeldingen, met name die in de Basilica di San Domenico in Bologna, hebben invloed gehad op Cimabue, die hierop zou voorbouwen bij de ontwikkeling van zijn eigen, meer emotionele stijl (zoals te zien in zijn Crucifix in de Basilica di Santa Croce in Florence. Een ander voorbeeld van Giunta Pisano's kunst is het rechterpaneel van een diptiek in het Art Institute of Chicago.
Een aantal onbekende Italiaanse kunstenaars heeft waarschijnlijk deel uitgemaakt van de kring rond Giunta Pisano, waaronder de Meester van de blauwe crucifixen en de Meester van de schatkamer.

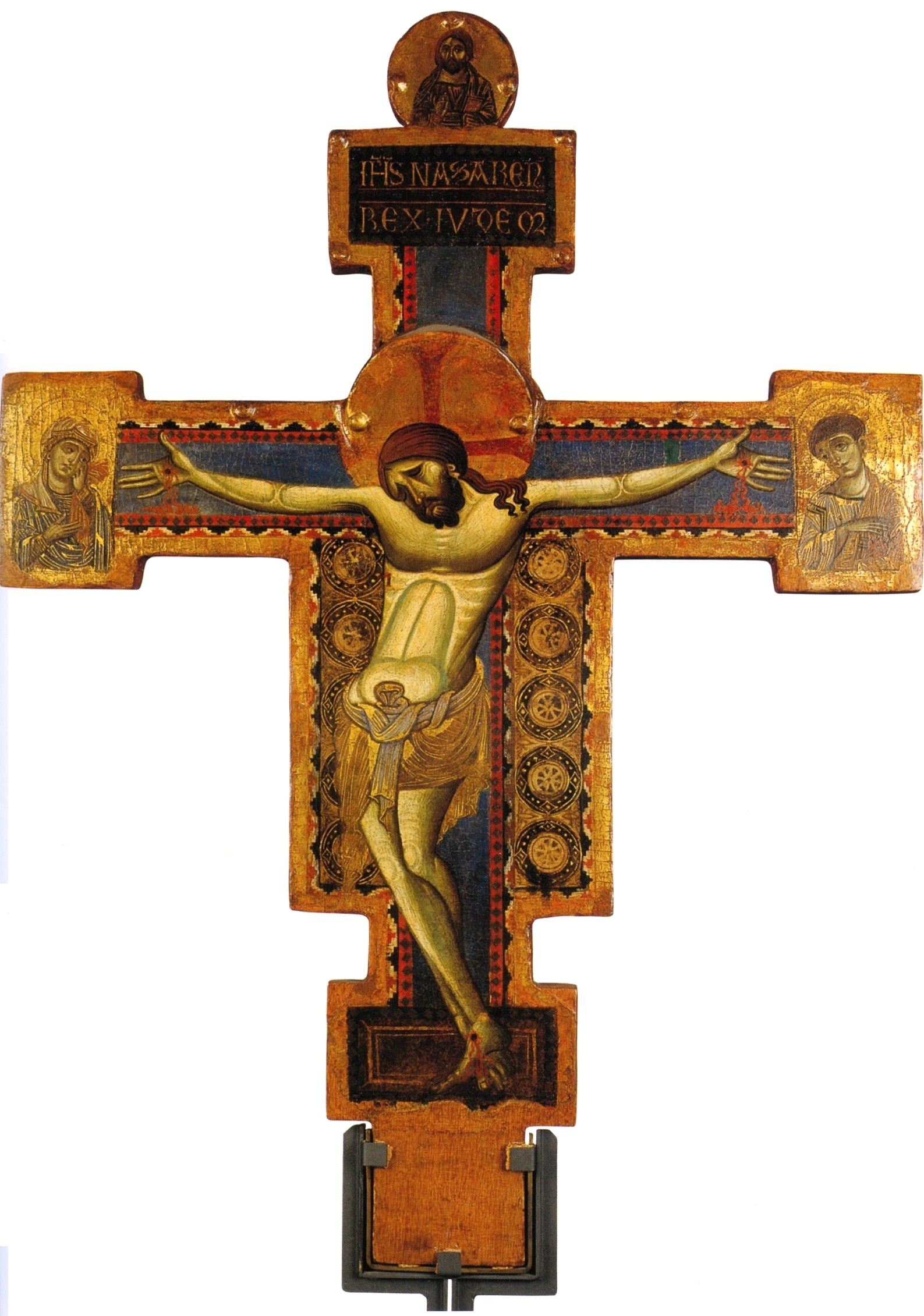
Giunta Pisano, Crucifix in San Matteo, Pisa
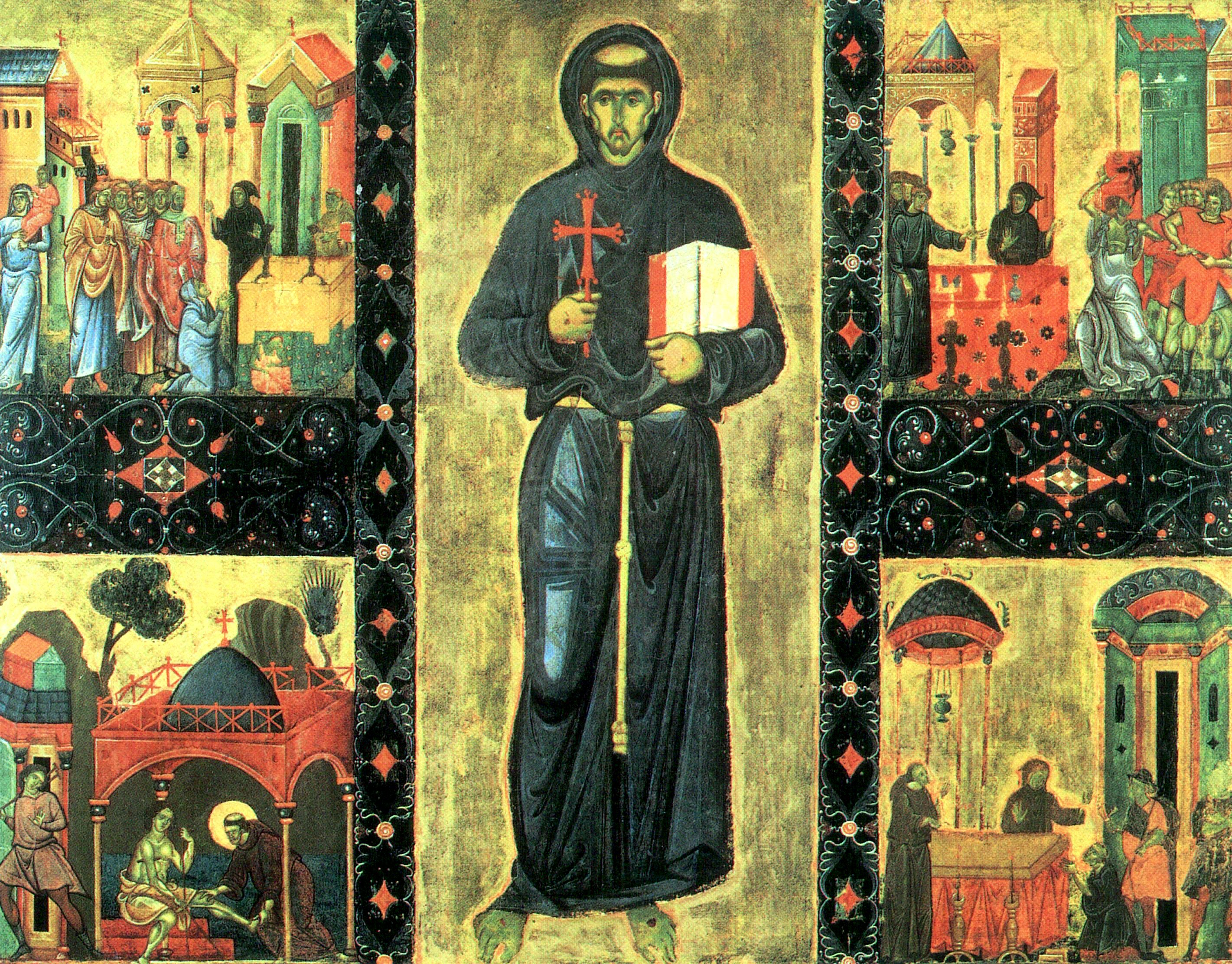
Giunta Pisano, Franciscus van Assisi, Vaticaans Museum

- Bibliothèque nationale de France: cb149661456 (data)
- Gemeinsame Normdatei: 118996878
- International Standard Name Identifier: 0000 0000 5830 4366
- Library of Congress Control Number: n93101988
- Nationale Bibliotheek van Tsjechië: mub20221150859
- Nederlandse Thesaurus van Auteursnamen: 073616435
- RKD-Nederlands Instituut voor Kunstgeschiedenis: 32028
- Istituto Centrale per il Catalogo Unico: PUVV320945
- Système universitaire de documentation: 187541809
- Union List of Artist Names: 500010959
- Virtual International Authority File: 144144814495439797841